# Erynnia condecens
Erynnia condecens är en tvåvingeart som beskrevs av Henry J. Reinhard 1968. Erynnia condecens ingår i släktet Erynnia och familjen parasitflugor.
Artens utbredningsområde är Kalifornien. Inga underarter finns listade i Catalogue of Life.